# Anton von Blarer
Anton von Blarer (* 8. Juni 1798 in Aesch; † 21. Juli 1864 ebenda) war ein Schweizer Politiker und Anwalt.

## Leben

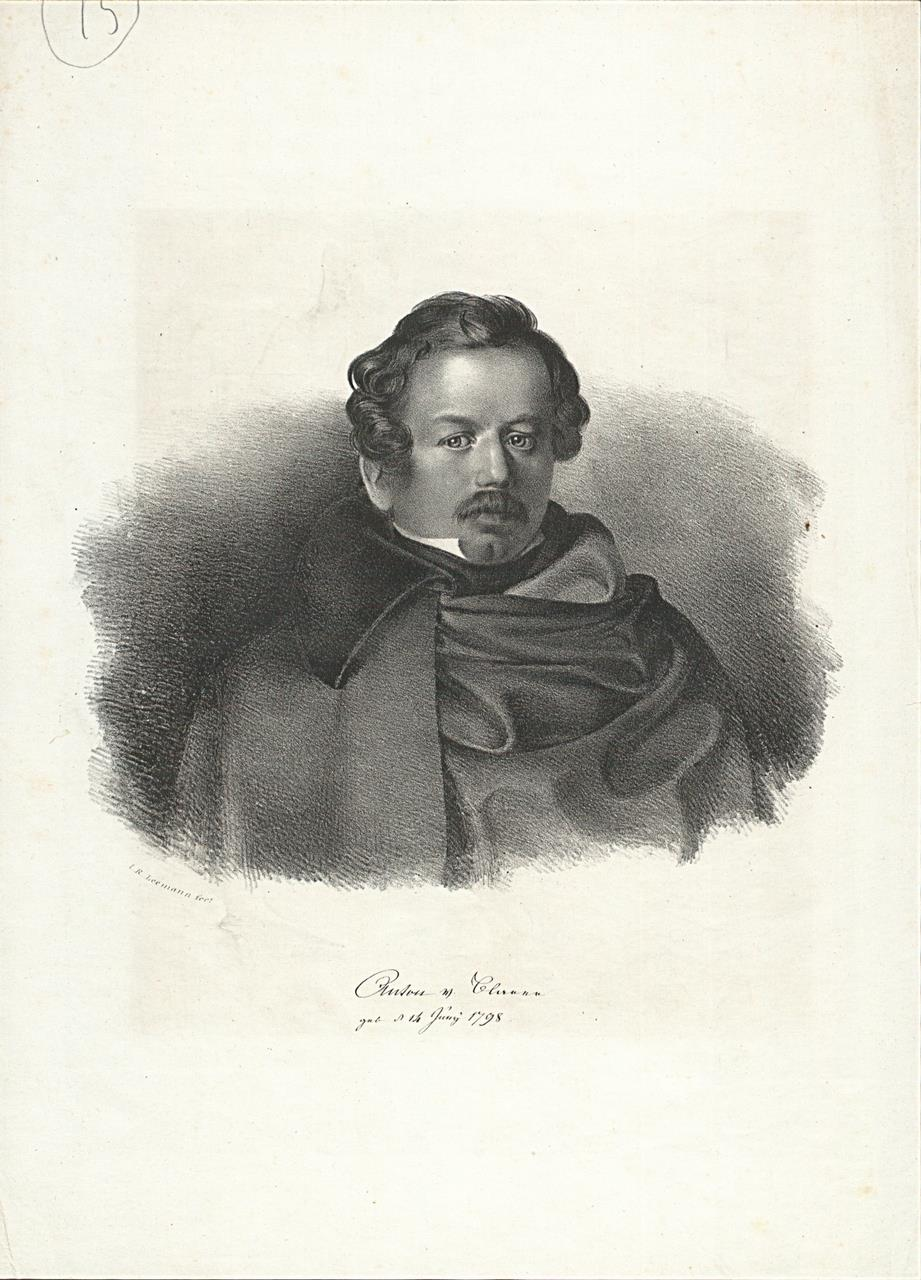
Anton von Blarer, 1850

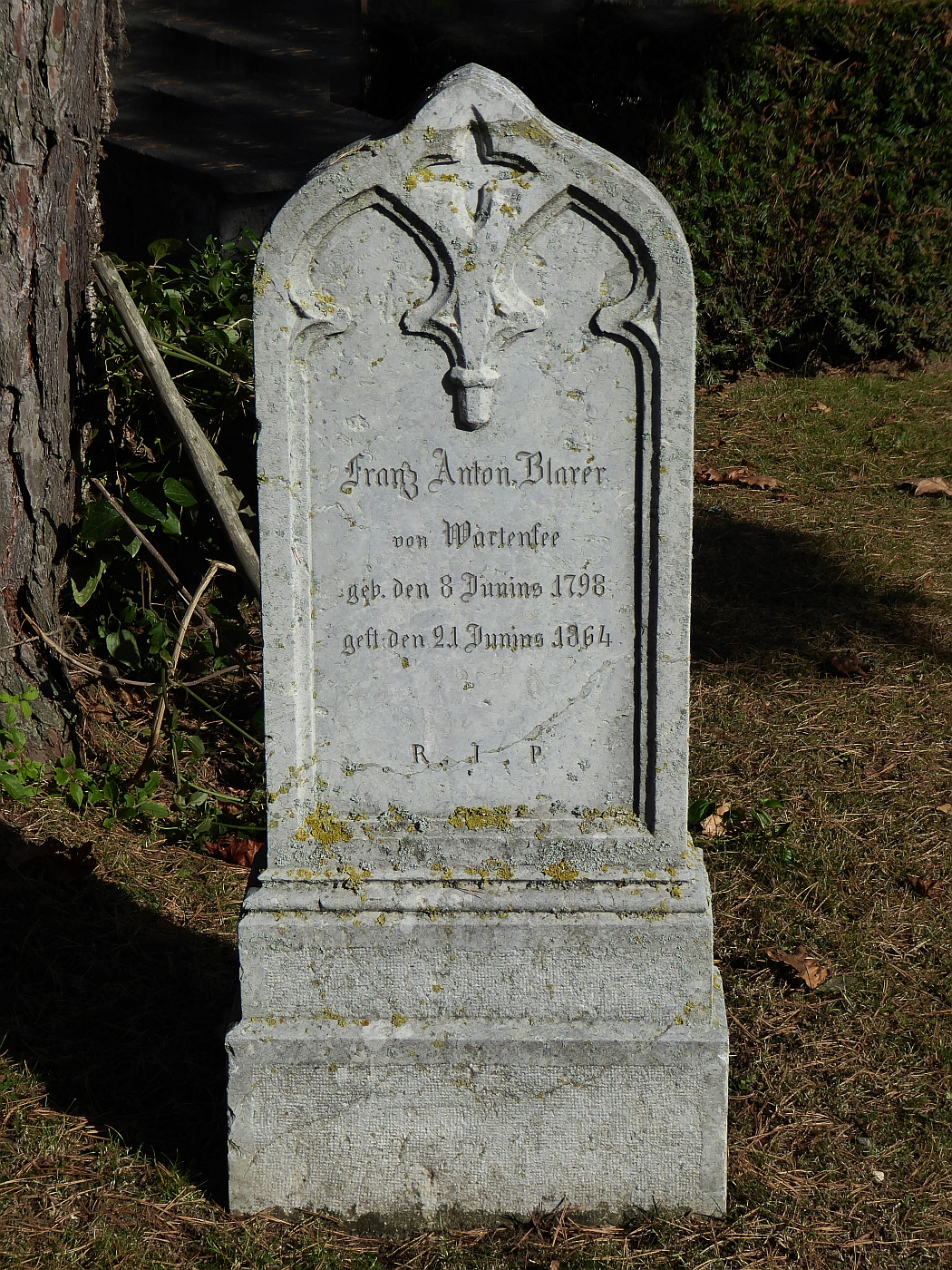
Grab auf dem Friedhof von Aesch, Basel-Land, Schweiz

Anton von Blarer wurde geboren als Sohn des bischöflichen Oberstallmeisters Franz Karl Jakob Christoph und Bruder von Oberst Jakob von Blarer. Blarer schloss ein Studium der Rechte und der Kameralwissenschaften in Landshut, Karlsruhe, Freiburg im Breisgau und Bonn ab. Nachdem er das Amt des Auditors im Regiment Bleuler in Frankreich ausgeübt hatte, kam er nach Freiburg im Breisgau zurück und war als Anwalt tätig. Im Jahr 1830 kehrte er nach Aesch zurück.
Blarer war eines der führenden Mitglieder der Unabhängigkeitsbewegung der Landschaft Basel von der Stadt. 1831 nahm er Einsitz in der provisorischen Baselbieter Regierung. Mehrmals war er im Verfassungsrat, von 1832 bis 1834 war er als Regierungsrat tätig, er hatte das Amt Militär und Polizei inne. Er ist der Verfasser der ersten kantonalen Militärorganisation und war 1834 Tagsatzungsgesandter.
Danach widmete sich der katholische Blarer vor allem der Pflege seiner landwirtschaftlichen Güter und wirkte daneben aber als Landrat von 1834 bis 1851 und 1860 bis 1864, Richter von 1836 bis 1837 und Ständerat von 1862 bis 1864. Er war zudem Inhaber verschiedener weiterer Ämter. Politisch stand er am "linken" Flügel der Ordnungspartei.